# Ölbo
Ölbo is een plaats in de gemeente Gävle in het landschap Gästrikland en de provincie Gävleborgs län in Zweden. De plaats heeft 118 inwoners (2005) en een oppervlakte van 40 hectare. De plaats ligt aan het riviertje de Ölboån en wordt in het zuiden begrensd door landbouwgrond. Ten noorden van de plaats ligt bos.
Bestuurscentrum: Gävle (Tätort)
Tätort:
Åbyggeby · Berg · Bergby · Björke · Bönan 
· Forsbacka · Forsby · Furuvik · Hagsta · Hamrångefjärden · Hedesunda · Lund · Norrsundet · Totra · Trödje · Valbo
Småort:
Åbyggeby (tegelbruket) · Alborga · Allmänninge · Axmar by · Backa · Berg en Sjökalla · Björke (oostelijk deel) · Brunnsvik · Eskön en Esköränningen · Finnböle · Grinduga · Häcklinge · Harkskär · Hästbo · Hillevik · Hillsjöstrand · Lövåsen en Dansheden · Mårtsbo · Ölbo · Oppala · Östanbäck en Lund · Sikvik · Småmuren · Utvalnäs